# Nippo-Américains
Les Nippo-Américains (en anglais : Japanese Americans et en japonais : 日系アメリカ人 (Nikkei Amerikajin)) sont les Américains d'origine japonaise. Ils constituent un groupe de la diaspora japonaise et un sous-groupe des Asio-Américains.

## Histoire
Le 7 mai 1868, le bateau  (サイオト, Saioto) quittait Yokohama, Japon, pour les îles Hawaï avec à bord 153 immigrants japonais pour être employés dans les plantations de cannes à sucre. Ces aventuriers constituaient la première vague d'immigration japonaise outre-mer et a été connue sous le nom de Gannenmono (元年者, lit. « personnes de la première année »).
En 1868, Des membres du clan Aizu défaits lors de la guerre de Boshin, proches d'Henry Schnell, s'enfuirent avec lui aux États-Unis en Californie dans le comté d'El Dorado à Gold Hill, où ils fondèrent la Wakamatsu Tea and Silk Colony (若松コロニー, Wakamatsu koronī), du nom de la ville d'Aizuwakamatsu. D'autres membres suivirent en mai 1869 pour profiter de la ruée vers l'or en Californie — cet épisode est évoqué dans le manga Sky Hawk de Jirō Taniguchi. La famille Schnell finit par quitter la colonie en promettant de revenir avec l'argent nécessaire à sa survie ; ce qui n'arriva pas et la colonie disparut en 1871.
Le 8 février 1885, le City of Tokyo (東京市, Tōkyō-shi) est arrivé à Honolulu avec 944 immigrants japonais officiels à Hawaï.
Le 29 octobre 1889, Katsu Goto, un marchand bien connu et interprète, a été « lynché » et assassiné par la foule qui n'aimait pas son affaire florissante et sa défense des travailleurs immigrants dans les plantations. En mai 1892, les journaux américains Morning Call, San Francisco Examiner et San Francisco Bulletin ont lancé le mouvement anti-japonais qui a culminé avec la Résolution du 10 juin 1893 du Département de l'instruction publique. Cette résolution a relégué les écoliers japonais aux écoles ségrégées chinoises. Ces écoliers ont raflé les premiers prix scolaires de leur école. Après l'intervention du consul japonais de San Francisco, cette résolution a été amendée, mettant fin au premier chapitre de l'agitation anti-japonaise aux États-Unis. En effet, après la première vague d'immigration des travailleurs manuels à Hawaï, est arrivée sur le continent, en Californie, la deuxième vague japonaise. Elle était constituée d'artisans et de commerçants fort habiles, ce qui a suscité une jalousie féroce.
Le 30 avril 1900, le président américain McKinley signe la « Loi organique » qui incorpore Hawaï comme territoire des États-Unis. Cette loi suit la courte guerre hispano-américaine qui avait permis aux États-Unis de contrôler les anciennes colonies espagnoles de Cuba, de Porto Rico, des Philippines et de Guam et l'extension de leur influence dans le Pacifique. Entrée en vigueur le 14 juin, elle a rendu illégal à Hawaï le travail contractuel. Il en résulte 20 grèves importantes en un mois pour réclamer une augmentation des salaires, une réduction des heures de travail et l'embauche des travailleurs japonais qui ont déjà démontré leur capacité.
Le 14 mai 1905, à l'époque de la victoire japonaise dans la guerre russo-japonaise, l'idée du « péril jaune » se forme à San Francisco, donnant naissance à la Ligue d'exclusion asiatique, marquant le début officiel du mouvement anti-japonais dans ce pays. Parmi ceux présents à la première réunion, on note des chefs ouvriers et des immigrants européens, dont Patrick Henry McCarthy et Olaf Tveitmoe du Conseil du travail de San Francisco et Andrew Furuseth avec Walter McCarthy du Syndicat des marins. Ils craignaient tous une concurrence dont ils auraient pu sortir perdants.
Par son dynamisme, ses capacités organisationnelles et sa lutte syndicale pour une meilleure justice sociale, cette immigration japonaise est très mal acceptée sur la Côte Ouest des États-Unis et du Canada.
Le 16 février 1907, le Congrès américain approuve l'amendement à la législation sur l'immigration qui permet d'interdire, à partir du 17 mars 1907, l'entrée des travailleurs japonais à Hawaï et au Mexique, mettant ainsi fin aux « importations » de travailleurs japonais. Cette même année, les immigrants japonais comptent pour 2 % de la population californienne.
Le 4 février 1908, le consul japonais Chozo Koike créé à San Francisco un groupe de défense, la Japanese Association of America, par la réunion de plusieurs groupes de défense, en remplacement du United Japanese Deliberative Council of America dissous pour diverses raisons. La loi Alien Land Law devient effective le 9 décembre pour restreindre l'achat des terres.
En 1913, la Californie interdit aux Japonais d'acquérir des terres et les désigne non éligible à la naturalisation — au même titre que les Chinois et les Coréens —.
Le 13 novembre 1922, la Cour suprême des États-Unis rend son jugement dans le « Cas Ozawa », interdisant définitivement aux immigrants japonais l'acquisition de la citoyenneté américaine. Le jugement s'appuie sur la notion de race. Ce précédent juridique est aboli seulement en 1952. D'autres cas d'interdiction de naturalisation ont également été entendus, sans succès.
Le 26 mai 1924, le président Calvin Coolidge signe la loi d'immigration, interdisant l'immigration japonaise sur la partie continentale des États-Unis. Hawaï est le seul endroit où les Japonais peuvent migrer. Il s'ensuit une suite de lois restreignant l'éducation et les publications en japonais.
Pendant la Seconde Guerre mondiale, toutes générations confondues, la population nippo-américaine de 70 % de citoyens américains, dont 40 % d'enfants, est enfermée dans des camps de relocalisation, comme susceptibles d'être des ennemis étrangers (Alien Enemy). Aucun cas de trahison, de déloyauté, d'espionnage ou de sabotage n'est cependant signalé. Par ailleurs, certains incidents éclateront, notamment une fusillade en 1942 impliquant la mort par balle de deux internés japonais au camp Lordsburg et une « petite émeute » au camp Santa Fe en 1945.
Citoyens américains, les Nisei (deuxième génération) s'engagent dans l'armée américaine et constituent le fameux 442 RCT et le 100e Bataillon qui se rendent célèbres en combattant en Afrique du Nord, en Italie et en France, démontrant leur patriotisme et leur loyauté. Le 442 RCT est le régiment le plus décoré de l'armée américaine pendant la Seconde Guerre mondiale. Il est à l'origine, par ses méthodes et son organisation, avec d'autres unités américaines, britanniques ou françaises, des commandos américains et des unités spéciales de l'armée américaine qui combattent ensuite en Corée, au Vietnam et pendant la première Guerre du Golfe.
Les Nippo-Américains sont libérés dès 1944 du camp Jerome en Arkansas et en 1945 pour Manzanar et les autres camps.

## Démographie
Les Nippo-Américains forment la sixième plus grande communauté asiatique aux États-Unis. Selon le Bureau du recensement des États-Unis, ils étaient 1 304 286 en 2010 soit 0,4 % de la population des États-Unis, incluant les personnes se déclarant d'origines mixtes.
Les principales communautés se trouvent en Californie (428 014), Hawaï (312 292), État de Washington (67 597), New York (51 781) et Illinois (28 623).
Chaque année 7 000 nouveaux migrants japonais entrent aux États-Unis mais il est difficile d'établir un solde migratoire précis car un certain nombre de personnes âgées nippo-américaines retournent au Japon[réf. nécessaire].
Selon le American Community Survey pour la période 2011-2015, environ 1 046 684 Nippo-Américains sont nés américains, tandis que 341 479 sont nés étrangers. De plus, 109 553 d'entre eux sont naturalisés, alors que 231 926 ne sont pas citoyens américains.

### Générations
La première génération nommée Issei (« Ichi », dans la numération japonaise signifie « un » ou « premier ») est encore japonaise et étrangère (en anglais américain alien). La deuxième génération Nisei (« Ni » en japonais signifie « deux » ou « second ») née aux États-Unis libre et égale (en anglais born free and equal), est nippo-américaine avec la troisième génération Sansei (« San » en japonais signifie « trois » ou « troisième »), ainsi que les générations suivantes. « Nikkei » est le terme générique pour les immigrants japonais dans le monde, de toutes générations.
Dès la deuxième génération Nisei scolarisée dans les high schools, la langue japonaise a été enseignée comme seconde langue, mais l'esthétique, l'éthique et la logique japonaise demeuraient vives.[réf. nécessaire]

### Langues
Selon l'American Community Survey, en 2010 0,16 % de la population âgée de plus de 5 ans (soit 464 979 personnes) déclare parler le japonais à la maison. 31,51 % de ces personnes vivent en Californie, 10,60 % à Hawaï, 7,52 % dans l'État de New York, et 5,14 % dans le district de Columbia. À Hawaï, en 2010, 3,95 % de la population âgée de plus de 5 ans déclare parler japonais à la maison.

### Religions
Selon le Pew Search Center, en 2012, 32 % des Nippo-Américains sont sans religion, 25 % sont bouddhistes, 19 % sont protestants conventionnels, 13 % sont protestants évangélistes, 4 % sont catholiques et 6 % pratiquent une autre religion.

## Politique

### Sociologie électorale
| Candidat | Candidat    | 2012 | 2016 |
| -------- | ----------- | ---- | ---- |
|          | Démocrate   | 70 % | 74 % |
|          | Républicain | 29 % | 19 % |
|          | Autres      | 1 %  | 7 %  |

### Représentation

#### Congrès

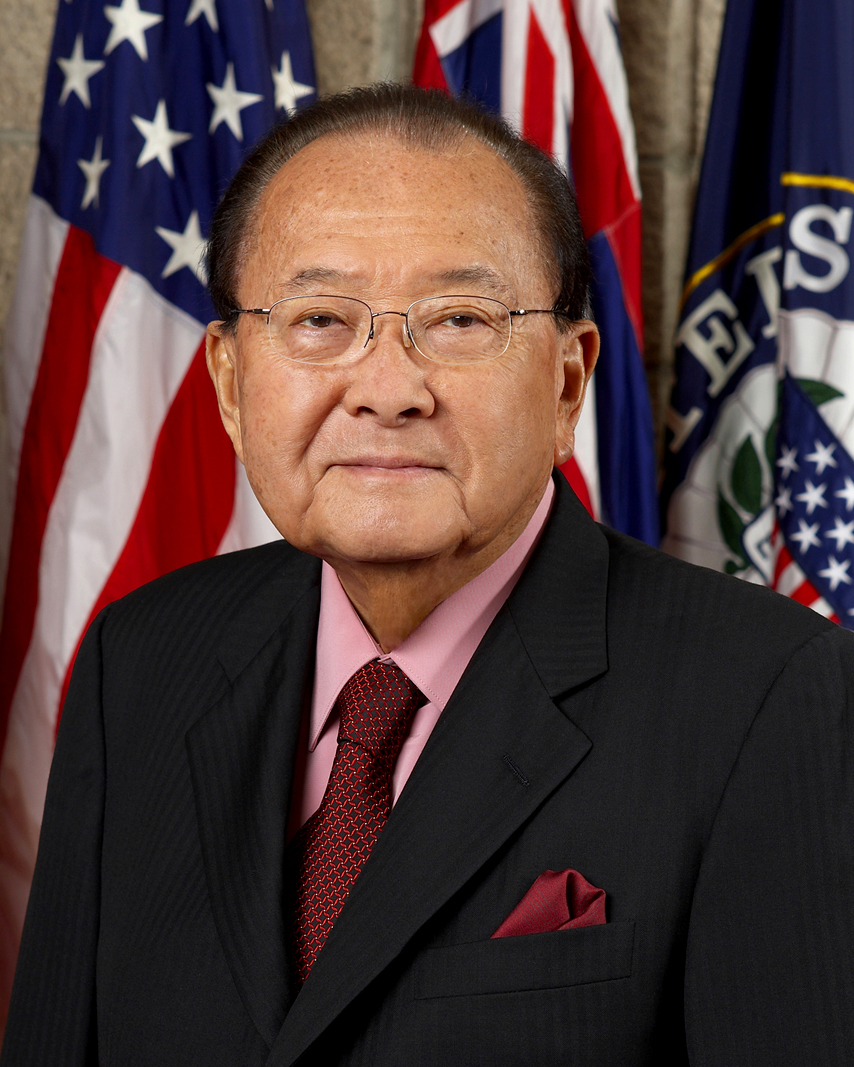
Daniel Inouye, premier Nippo-Américain élu au Congrès en 1959 (représentant de 1959 à 1963, sénateur de 1963 à 2012, pour Hawaï)[12].
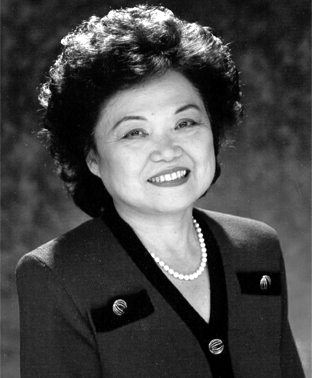
Patsy Mink, première femme de couleur élue au Congrès en 1965 (représentante de 1965 à 1977 et de 1990 à 2002, pour Hawaï)[13].
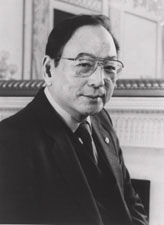
Spark Matsunaga, représentant (1971-1977) et sénateur (1977-1990) pour Hawaï[14].
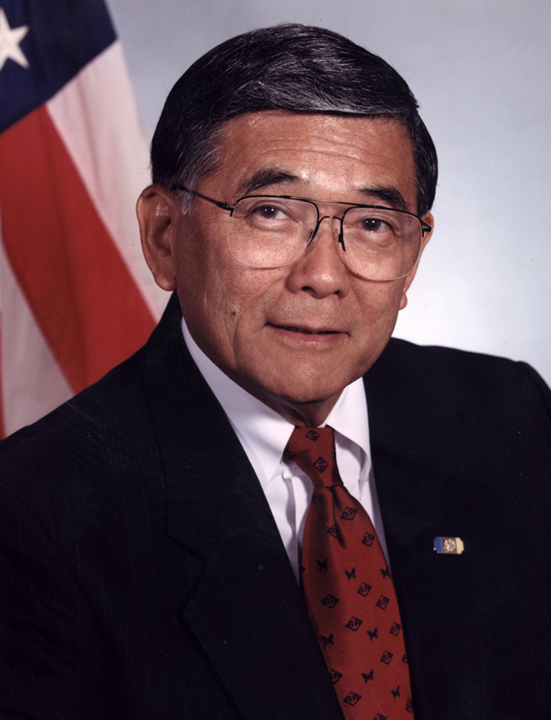
Norman Mineta, représentant de 1975 à 1995 pour la Californie[15].
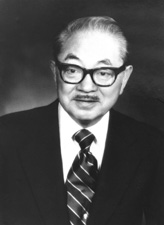
S. I. Hayakawa, sénateur de 1977 à 1983 pour la Californie[16].
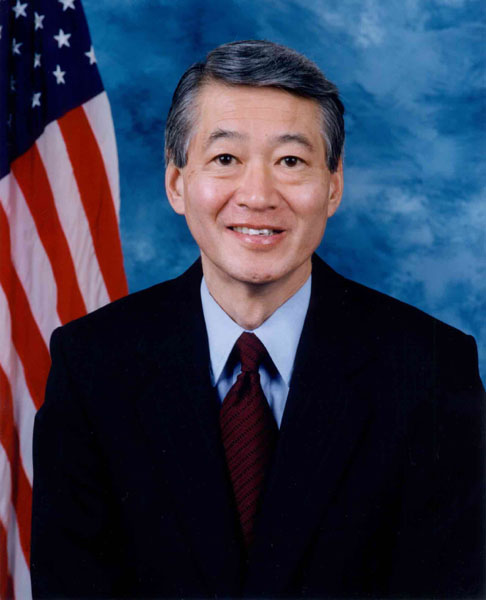
Bob Matsui, représentant de 1979 à 2005 pour la Californie
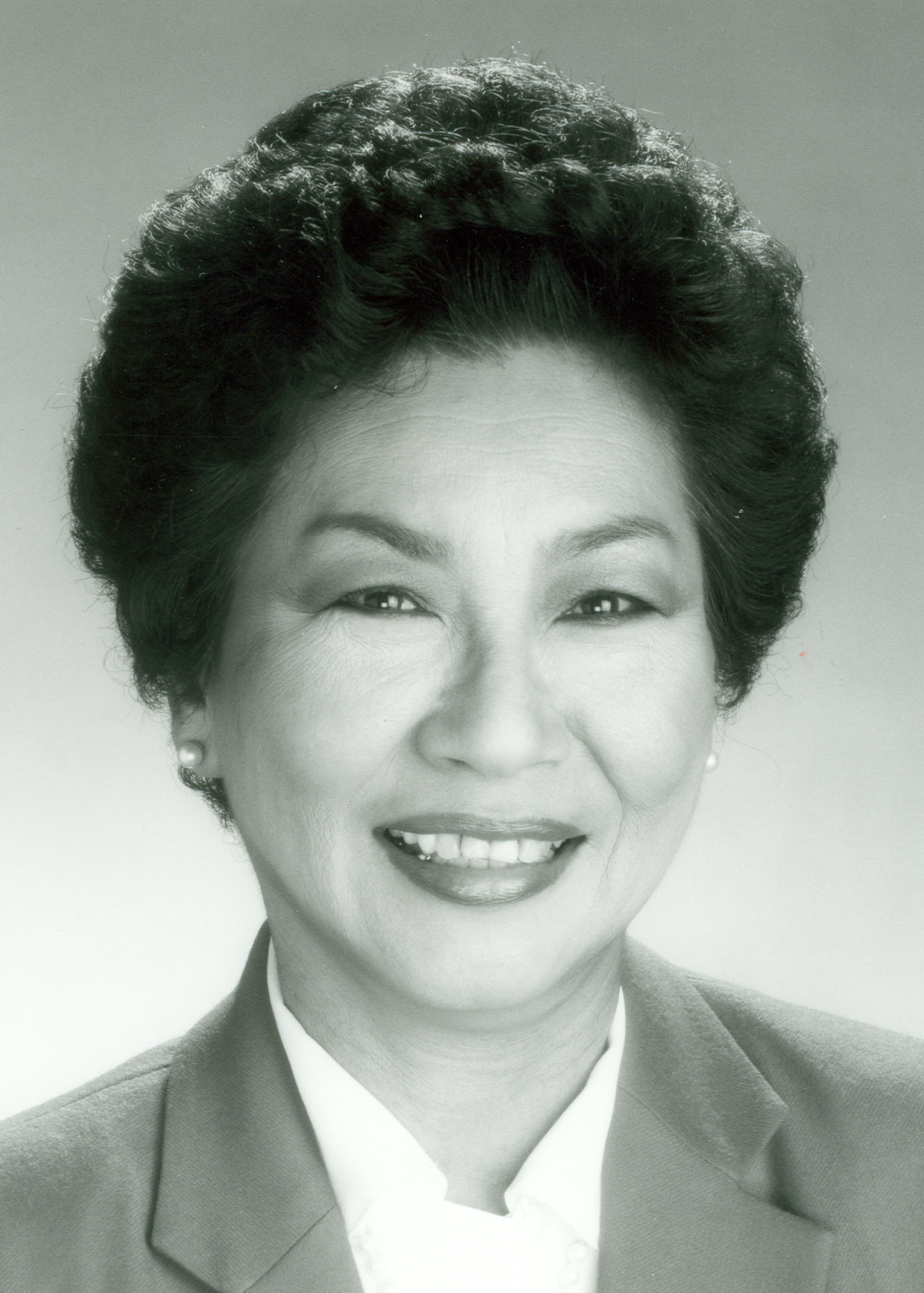
Pat Saiki, représentante de 1987 à 1991 pour Hawaï[18].
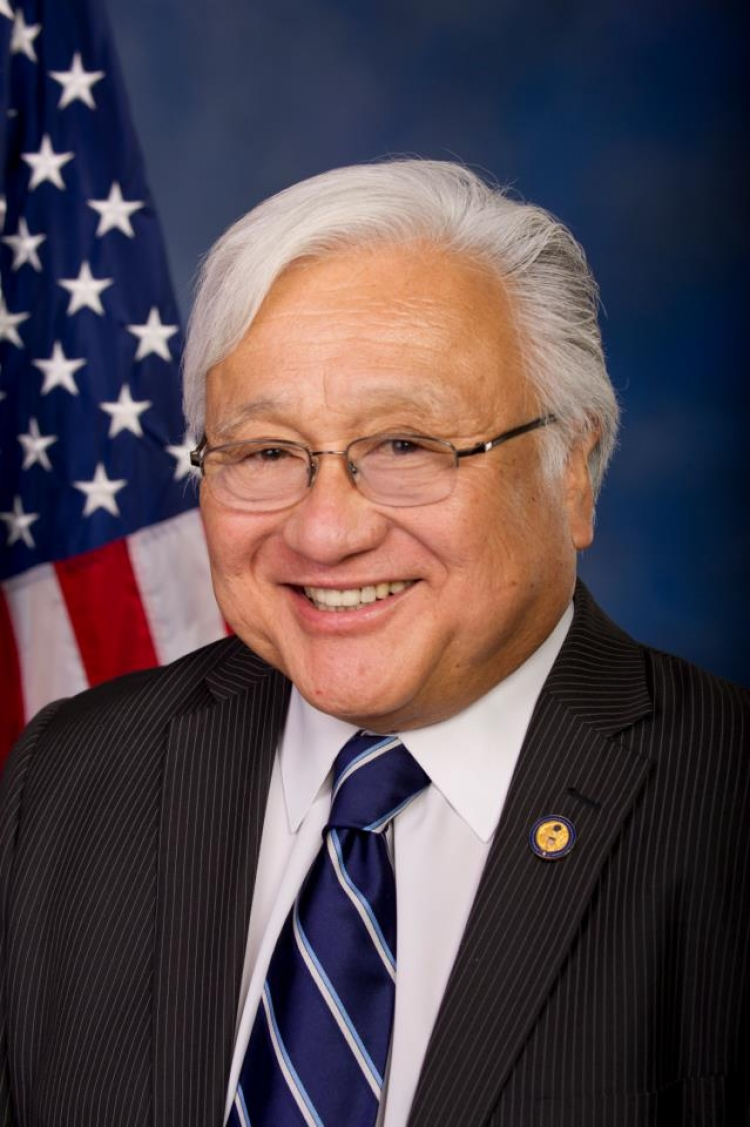
Mike Honda, représentant de 2001 à 2017 pour la Californie[19].
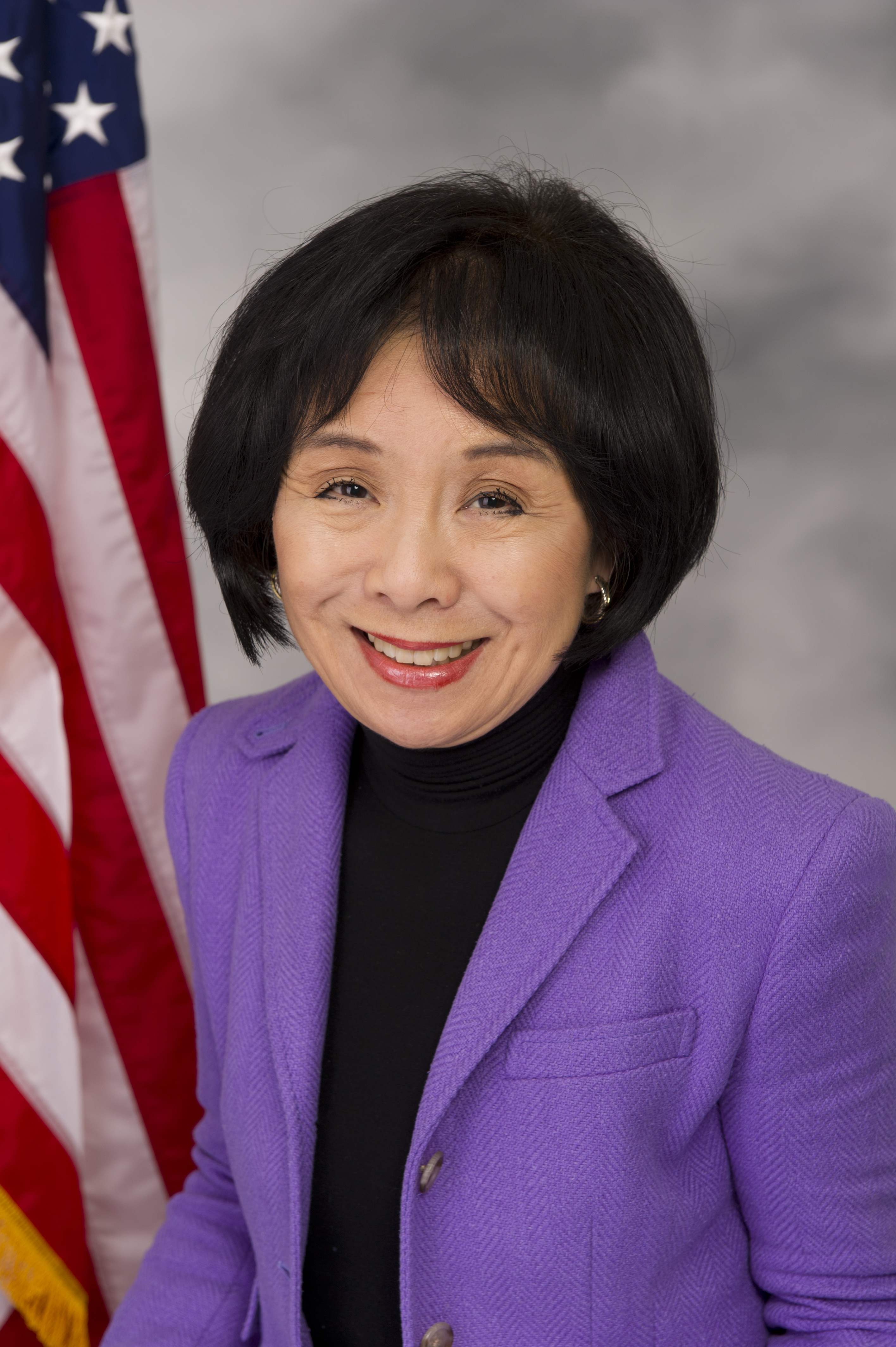
Doris Matsui, représentante depuis 2005 pour la Californie[20].
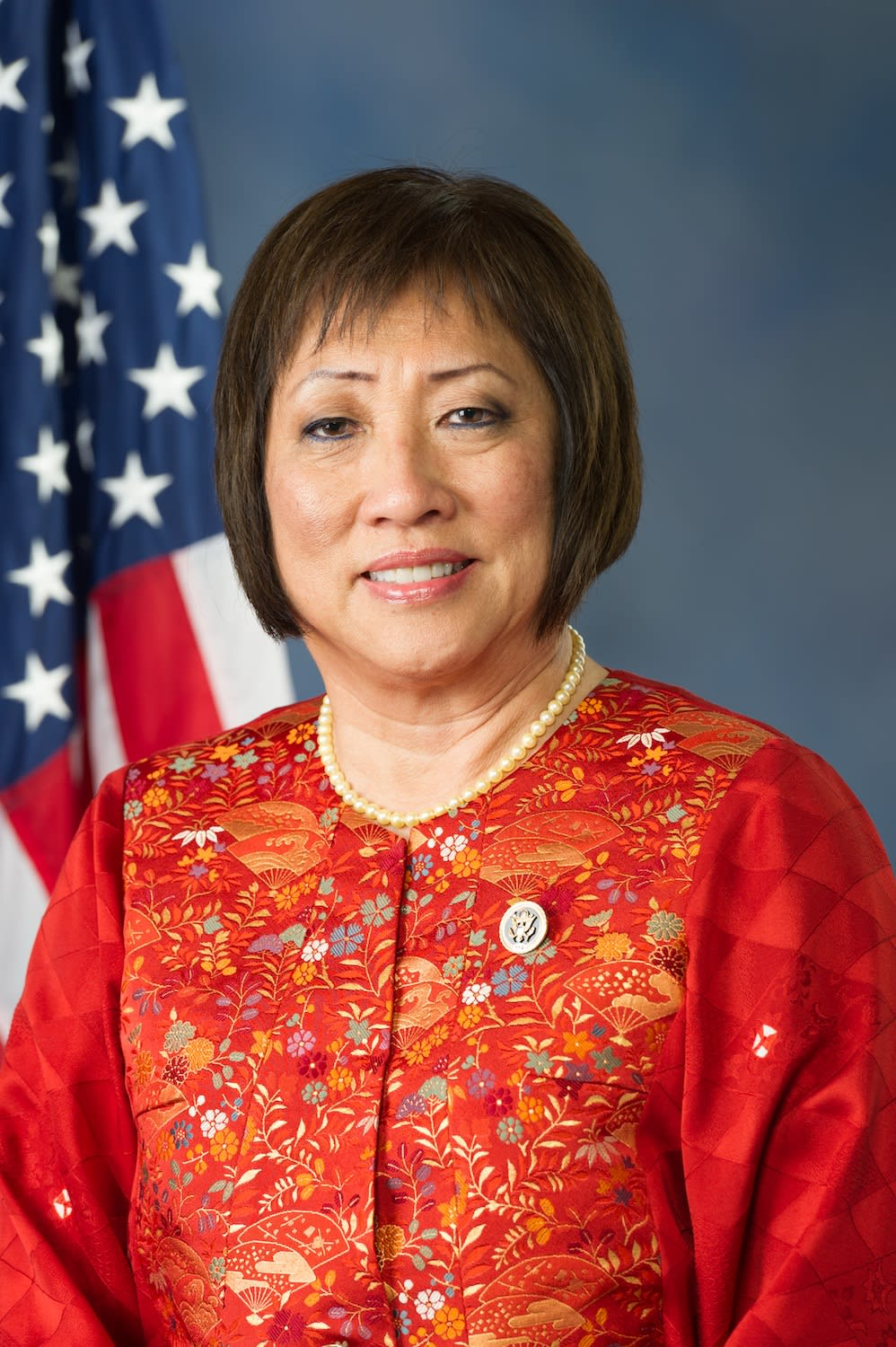
Colleen Hanabusa, représentante de 2011 à 2015 et depuis 2017 pour Hawaï
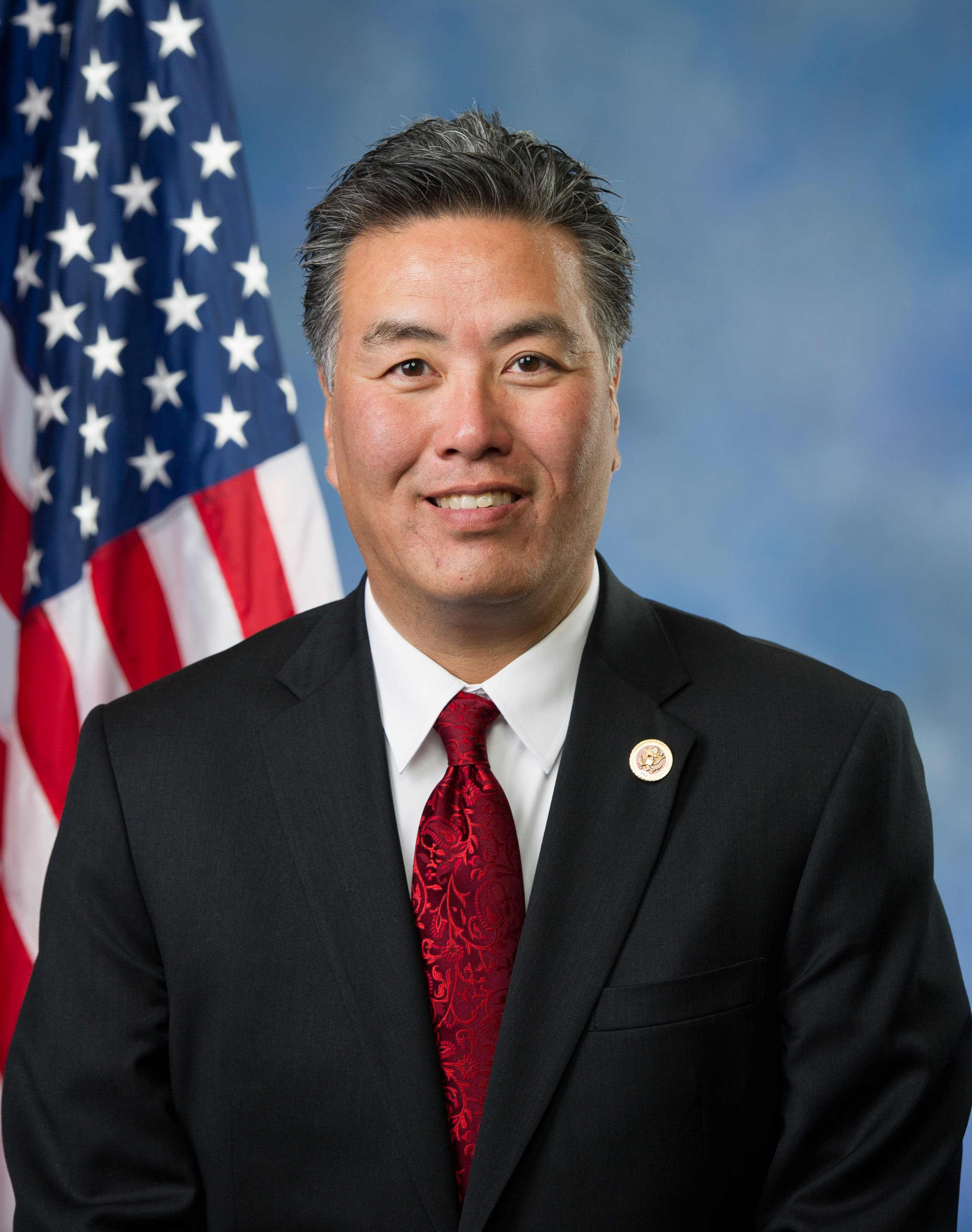
Mark Takano, représentant depuis 2013 pour la Californie[22].
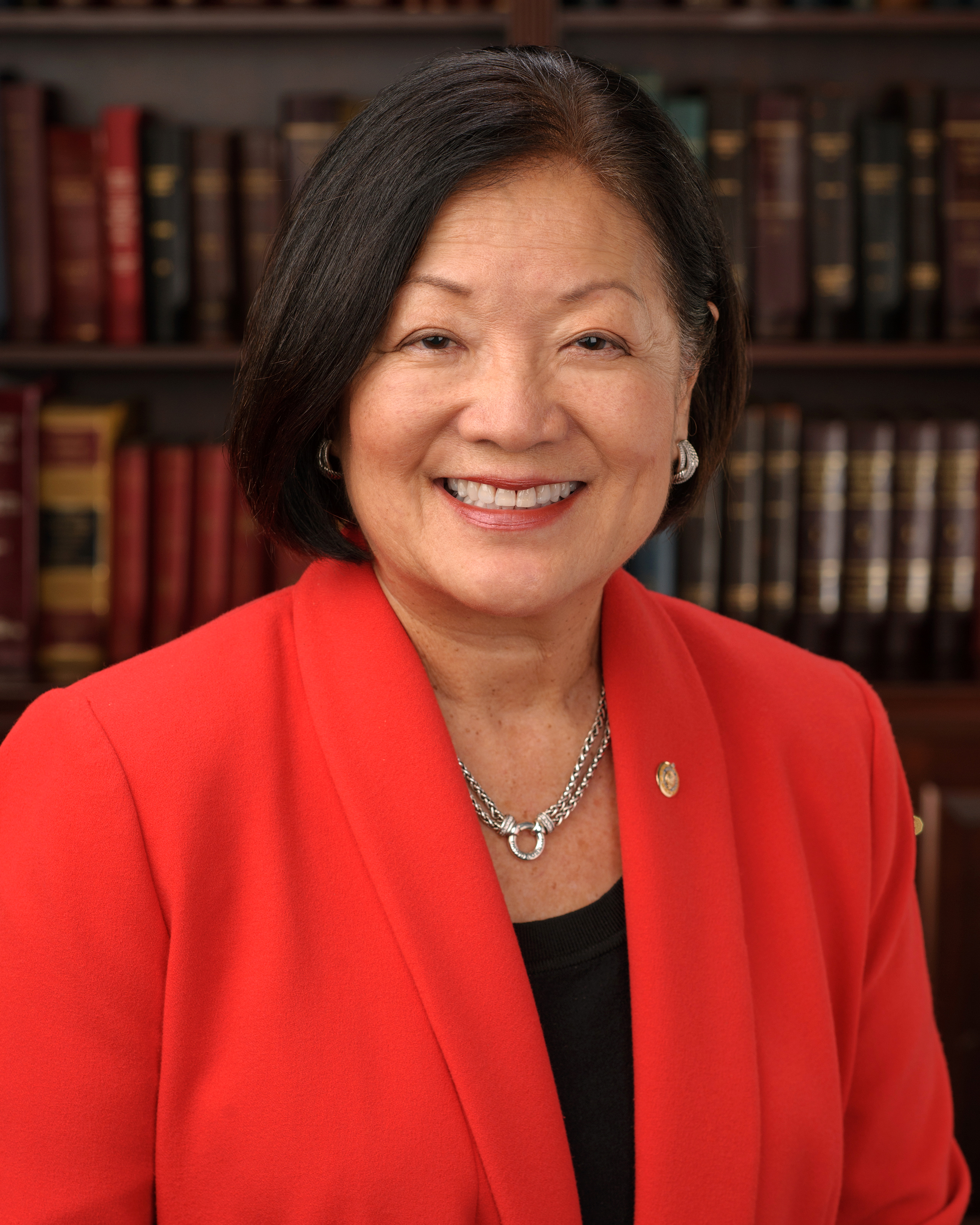
Mazie Hirono, première Asio-Américaine élue au Sénat en 2013 (sénatrice depuis 2013 pour Hawaï)[23].
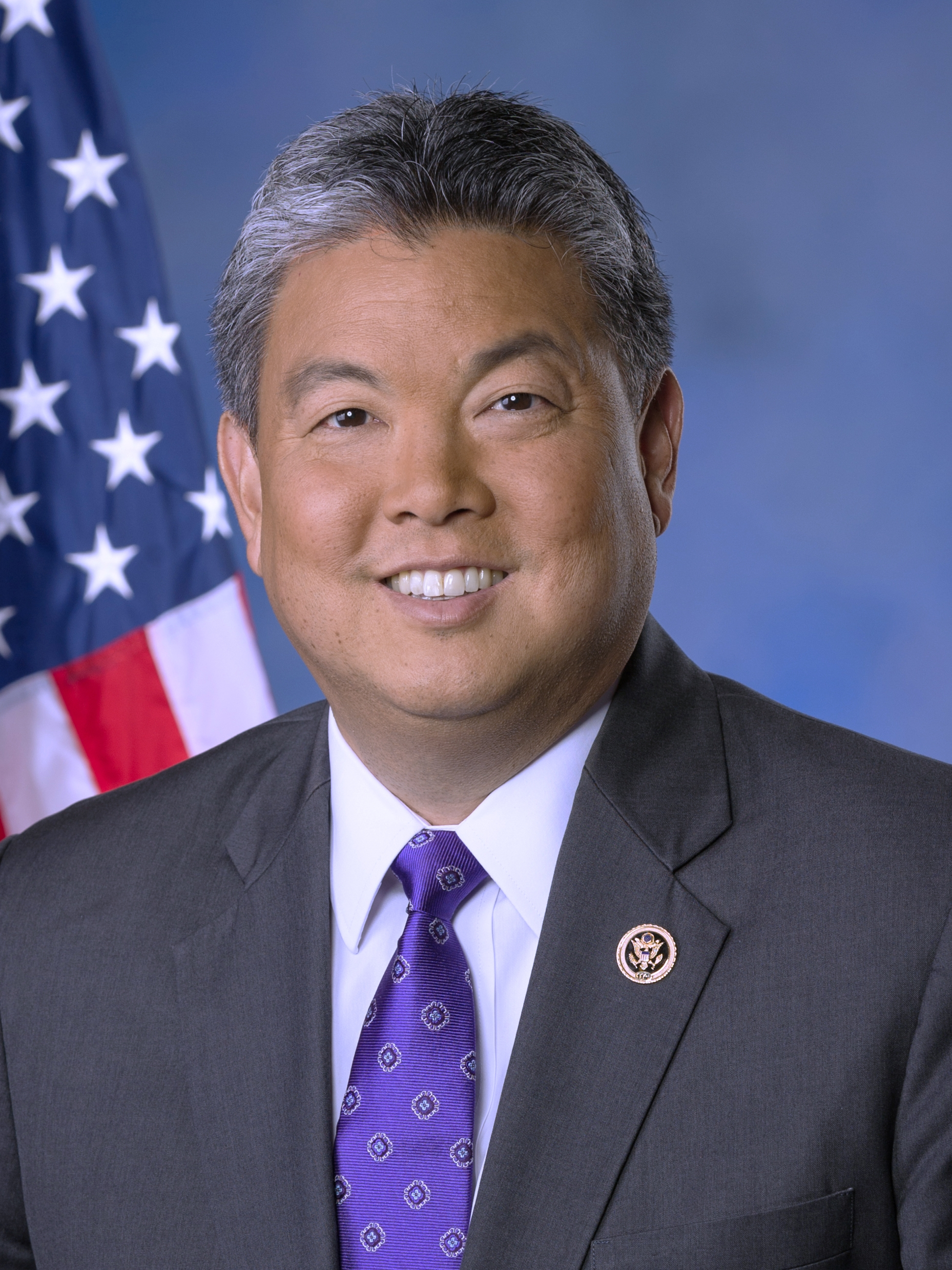
Mark Takai, représentant de 2015 à 2016 pour Hawaï[24].

#### Cabinet présidentiel

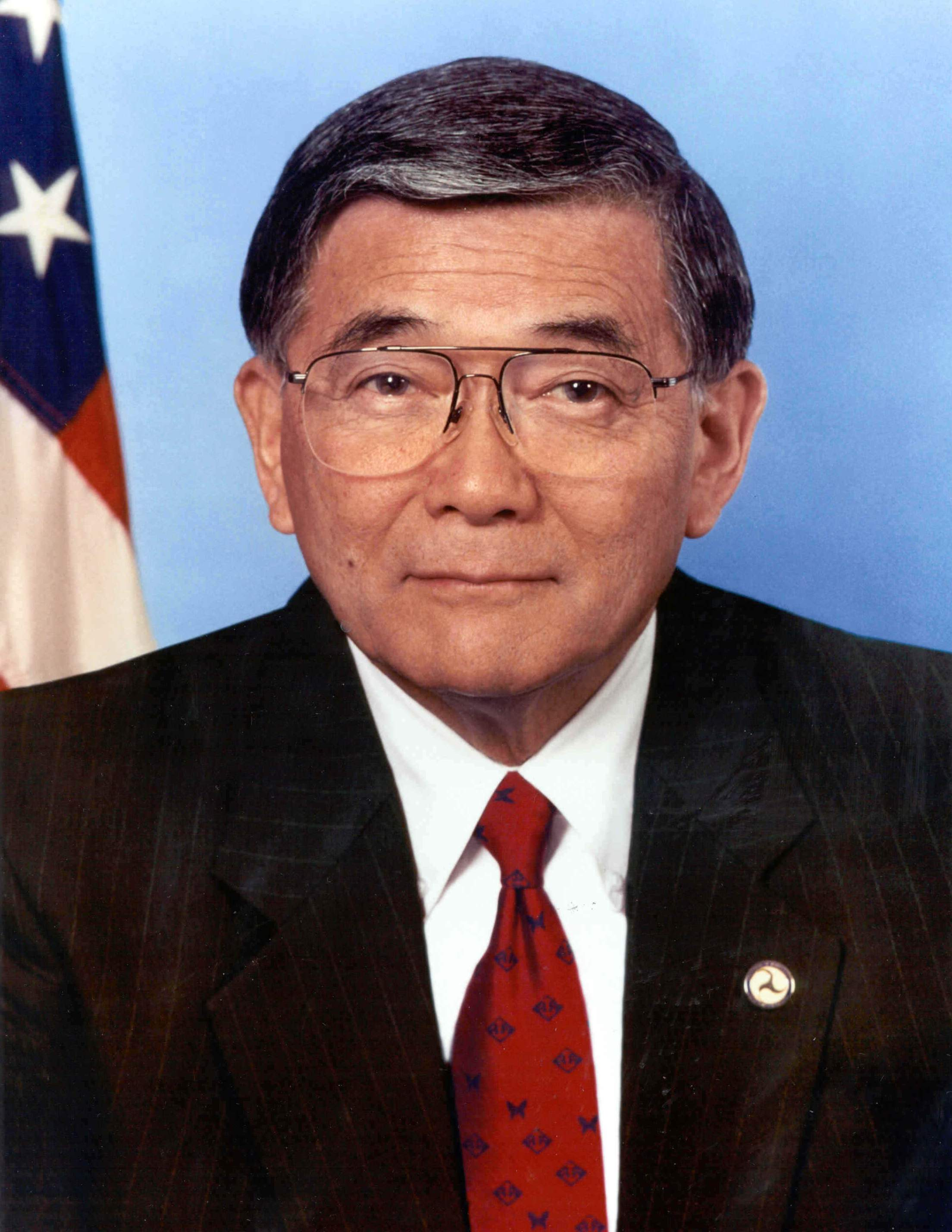
Norman Mineta, secrétaire au Commerce de 2000 à 2001 dans l'administration Clinton et secrétaire aux Transports de 2001 à 2006 dans l'administration Bush.
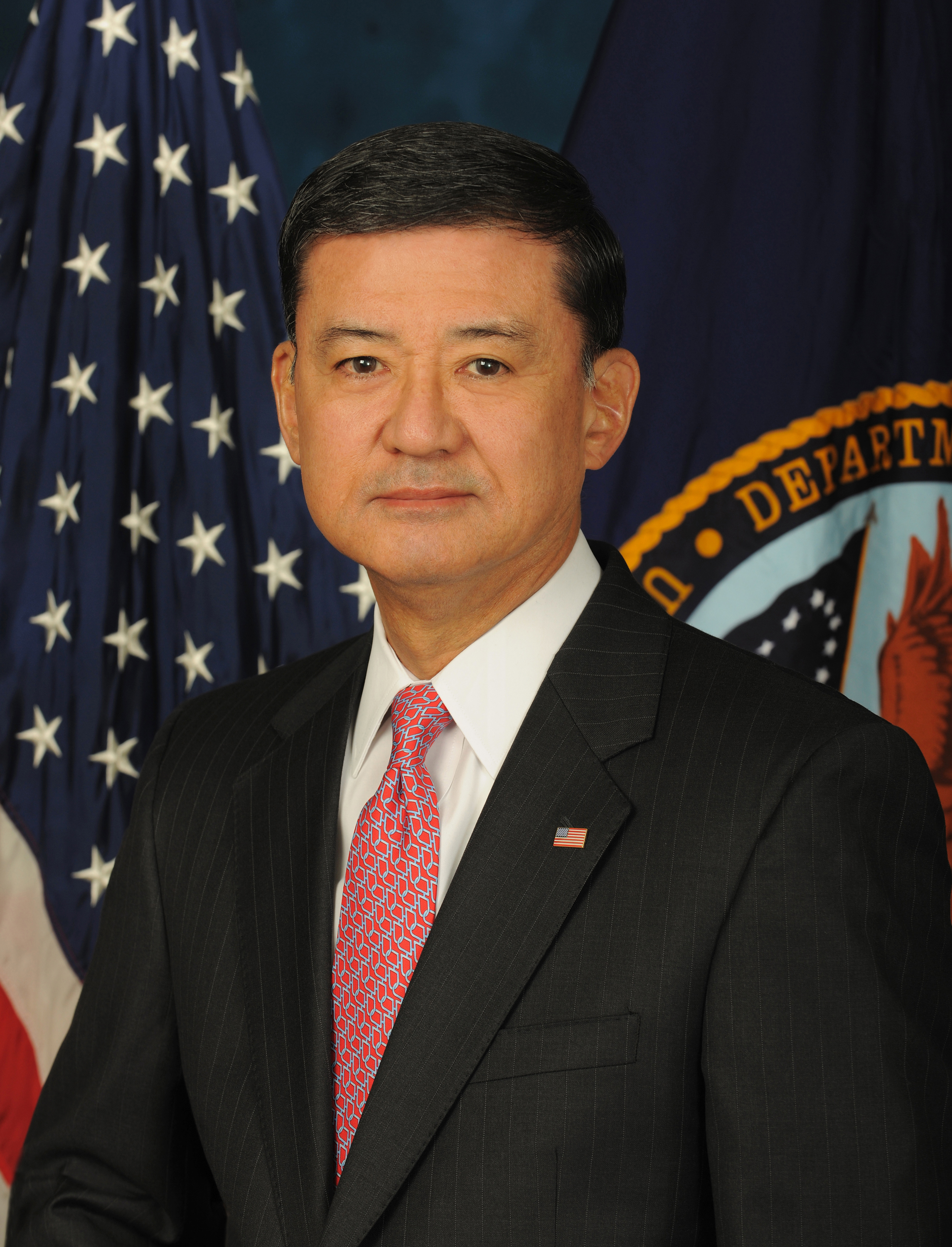
Eric Shinseki, secrétaire aux Anciens combattants de 2009 à 2014 dans l'administration Obama.

#### Gouverneurs d'État

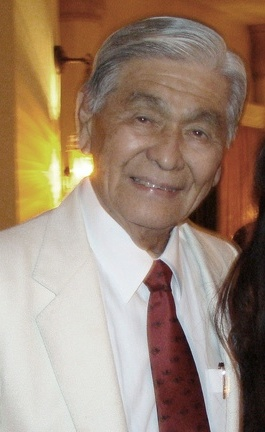
George Ariyoshi, premier Asio-Américain à être gouverneur (Hawaï, 1973-1986).
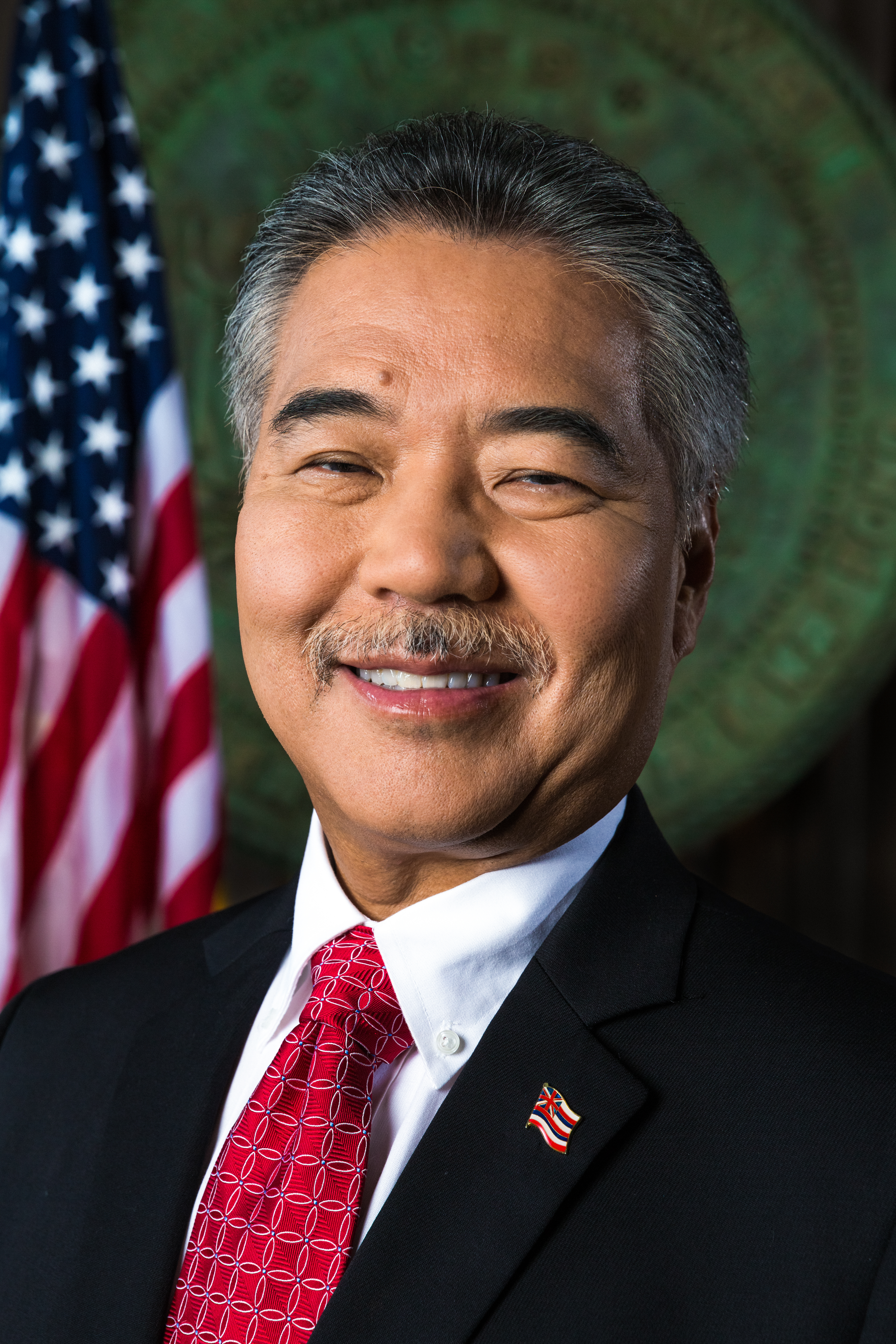
David Ige, gouverneur d'Hawaï depuis 2014.

## Nippo-Américains notables
- Keiko Agena (née en 1973), actrice américaine
- Toshiko Akiyoshi (née en 1926), pianiste de jazz
- Steve Aoki (né en 1977), DJ célèbre
- Gregg Araki (né en 1959), réalisateur américain
- Violet Kazue de Cristoforo (en) (1917-2007), poétesse
- Francis Fukuyama (né en 1952), philosophe, économiste et chercheur en sciences politiques
- Katayama Sen (1859-1933), un des premiers membres du Parti communiste américain et fondateur du parti communiste japonais
- Yuri Kochiyama (1921-2014), militante pour les droits civiques, amie de Malcolm X
- Fred Korematsu (1919-2005), contesta devant la Cour suprême l'internement des Nippo-américains
- Pat Morita (1932-2005), acteur ayant notamment tourné dans le film Karaté Kid (The Karate Kid)
- Rose Ochi (1938-2020), avocate et militante des droits civiques
- Ellison Onizuka (1946-1986), astronaute mort dans l'accident de la navette Challenger
- Julie Otsuka (née en 1962), écrivaine américaine
- George Shima (1864-1926), surnommé The Potato King
- George Takei (née en 1937), acteur américain
- Tamlyn Tomita (née en 1968), actrice américain
- Ehren Watada (né en 1978), lieutenant dans l'armée américaine, connu pour avoir refusé de se rendre en Irak jugeant la guerre illégale
- Ariana Miyamoto (née en 1994), miss universe Japan 2015, mannequin